# Emilio Ruiz de Salazar
Emilio Ruiz de Salazar y Usátegui (Madrid, 1843-1895) fue un publicista, profesor y funcionario español.

## Biografía
Nació en Madrid el 6 de julio de 1843. Catedrático, publicista y jefe de Administración, fue miembro de numerosas sociedades, además de fundador de la Protectora Madrileña de Animales y Plantas. Como periodista dirigió en Madrid El Necesario (1863-1864), El Público (1874), La Familia (1874) y El Magisterio Español (1867-1895). Ruiz de Salazar, que firmó algunas veces como «Juan de España», falleció el 25 de noviembre de 1895.